# Wolfgang Schulz (Jurist)
Wolfgang Schulz (* 1963) ist ein deutscher Jurist. Er ist Professor an der Fakultät für Rechtswissenschaft der Universität Hamburg. Zudem ist er Direktor des Leibniz-Instituts für Medienforschung │ Hans-Bredow-Institut (HBI) in Hamburg. Seit 2011 hat er eine Professur für „Medienrecht und Öffentliches Recht einschließlich ihrer theoretischen Grundlagen“ inne. Es handelt sich um eine gemeinsame Besetzung durch die Universität Hamburg und das Hans-Bredow-Institut.

## Werdegang / Forschung
Bis 1991 studierte Schulz Rechtswissenschaft und Journalistik an der Universität Hamburg, danach arbeitete er an Projekten des Hans-Bredow-Instituts zum Thema Medienregulierung mit. 1997 legte Schulz sein zweites Staatsexamen ab, ein Jahr später promovierte er. Mit seiner Habilitation 2009 erhielt er die venia legendi für öffentliches Recht, Medienrecht und Rechtsphilosophie. Seit 2011 ist er zudem Direktor des Humboldt Institutes für Internet und Gesellschaft in Berlin.
Seine Schwerpunkte in der Forschung sind v. a. die rechtliche Regulierung in Bezug auf Medieninhalte sowie Fragen des Rechts neuer Kommunikationsmedien, die u. a. zu seiner Mitgliedschaft in der Enquete-Kommission Internet und digitale Gesellschaft des deutschen Bundestages führte. Darüber hinaus ist er Vorsitzender des Fachausschusses „Kommunikation und Information“ der deutschen UNESCO-Kommission.